# Districtul Traunstein
Districtul Traunstein este un district rural (în germană: Landkreis) din regiunea administrativă Bavaria Superioară, landul Bavaria, Germania. 

Harta districtului

Districtul se învecinează cu districtele Rosenheim la vest, Mühldorf am Inn și Altötting la nord, cu landurile Austria Superioară și Salzburg din Austria și cu districtul german Berchtesgadener Land la est, cu landurile Salzburg și Tirol la sud. Districtul este pe locul doi în Bavaria după suprafață. Cuprinde o mare parte din lacul Chiemsee și este traversat de mai multe râuri: râul Alz o scurgere spre nord a lacului care se varsă la rândul lui în Inn, râul Traun care traversaseă districtul de la sud la nord, râul Tiroler Achen care se varsă în Chiemsee și râul Salzach care formează granița cu Austria. Cel mai înalt punct al districtului este vârful Sonntagshorn cu 1.961 m, punctul cu altitudinea cea mai scăzută se află lângă  Tittmoning.

## Orașe și comune
| orașe 1. Tittmoning (6.151) 2. Traunreut (21.245) 3. Traunstein (18.351) 4. Trostberg (11.611) comune (târg) 1. Grassau (6.334) 2. Waging a.See (6.303) | comune 1. Altenmarkt a.d.Alz (4.257) 2. Bergen (4.831) 3. Chieming (4.475) 4. Engelsberg (2.699) 5. Fridolfing (4.148) 6. Grabenstätt (4.057) 7. Inzell (4.327) 8. Kienberg (1.383) 9. Kirchanschöring (3.125) 10. Marquartstein (3.086) 11. Nußdorf (2.458) 12. Obing (3.945) 13. Palling (3.385) 14. Petting (2.338) 15. Pittenhart (1.641) 16. Reit im Winkl (2.458) 17. Ruhpolding (6.319) 18. Schleching (1.750) 19. Schnaitsee (3.597) 20. Seeon-Seebruck (4.510) 21. Siegsdorf (8.228) 22. Staudach-Egerndach (1.160) 23. Surberg (3.170) 24. Tacherting (5.654) 25. Taching a.See (1.925) 26. Übersee (4.848) 27. Unterwössen (3.509) 28. Vachendorf (1.805) 29. Wonneberg (1.453) |